# Propanidid
A propanidid intravénás érzéstelenítő szer gyors beavatkozásokhoz. A szervezet észteráz(fr) enzimjei gyorsan lebontják, így (a barbiturátokkal ellentétben) nem halmozódik fel a szervezetben, ezért nincs utóhatása.
A propanidid kremofor EL-ben(en) oldva akár két évig is eltartható, és vízzel tetszőlegesen hígítható. A kremofor EL-nek azonban komoly mellékhatásai vannak: a hisztaminszint emelkedése, vérkeringési zavarok. Emiatt a propanididet ma már nem használják.
Kísérletek folynak a propanidid kissé módosított változatával, az AZD 3043 jelű szerrel, mely a propanididtól abban különbözik, hogy a 3-metoxicsoport (CH3−O−) helyén 3-etoxicsoport (CH3−CH2−O−) található.

## Fizikai/kémiai tulajdonságok
Kissé sárgás színű olaj. Eugenol-származék. A fenilecetsav(en) többi észteréhez hasonlóan rosszul oldódik vízben.

## Készítmények
Nemzetközi forgalomban:
- Epontol
- Fabantol
- Fabontal
- Inductol
- Panitol
- Progray
- Propantan
- Sombrevin

Magyarországon nincs forgalomban.